# Gibraltar Open 2020
Il Gibraltar Open 2020 è il ventitreesimo evento della stagione 2019-2020 di snooker ed è la 5ª edizione di questo torneo che si è disputato dall'11 al 15 marzo 2020 a Gibilterra.
È il quarto ed ultimo torneo stagionale della BetVictor European Series 2020 che sancisce il trionfo di Judd Trump in questa nuova serie di tornei sponsorizzati dalla BetVictor. Nel corso di questi 4 tornei, il giocatore inglese ha guadagnato £130.000 e ha ricevuto anche il bonus finale da £150.000.
Il pubblico è presente solo il 13 marzo a causa della pandemia COVID-19. All'inizio viene imposto un limite di 100 spettatori per tutto il torneo, tuttavia il 14 marzo il World Snooker Tour annuncia che ogni partita rimanente verrà disputata a porte chiuse. Data la pericolosità della situazione, i giocatori del tabellone principale Anthony Hamilton, Fraser Patrick, David Gilbert, Jimmy White, Noppon Saengkham, Stephen Maguire, Neil Robertson, Kurt Maflin, Mike Dunn, John Higgins, Mark Allen, Ali Carter e Graeme Dott, sommati ad altri 54 dilettanti, decidono di ritirarsi dalla competizione.
Il torneo è stato vinto dall'inglese Judd Trump che si aggiudica così il suo 1° Gibraltar Open, il suo 2º torneo della BetVictor European Series ed il suo 17º titolo Ranking in carriera. Con questo successo, Trump ottiene il suo 6º titolo Ranking in stagione, imponendo così un nuovo record.
| Campione in carica  | Stuart Bingham | 4-1        | 2020: | Sedicesimi di finale    |
| Finalista in carica | Ryan Day       | 4-1        | 2020: | Trentaduesimi di finale |
| N° 1 del Ranking    | Judd Trump     | Judd Trump | 2020: | Vincitore               |

## Montepremi[10]
- Vincitore: £50.000
- Finalista: £20.000
- Semifinalisti: £6.000
- Quarti di finale: £5.000
- Ottavi di finale: £4.000
- Sedicesimi di finale: £3.000
- Trentaduesimi di finale: £2.000
- Miglior break della competizione: £5.000

## Partecipanti
Dei 128 giocatori professionisti 12 danno forfait, tra cui il vincitore del 2015 Marco Fu e il vincitore del 2017 Shaun Murphy. Gli altri 116 partecipano regolarmente. Vengono inoltre invitati 126 giocatori dilettanti che disputano tra loro quattro turni preliminari, mentre i dilettanti Lee Prickman e Gareth Lopez, entrambi di Gibilterra, vengono scalati direttamente nel tabellone principale per affrontare subito i professionisti.
| Professionisti non partecipanti | Sostituti dilettanti | Precedenti partecipazioni dei dilettanti |
| ------------------------------- | -------------------- | ---------------------------------------- |
| Ronnie O'Sullivan               | Lee Prickman         | 3 (2017, 2018, 2019)                     |
| Shaun Murphy                    | Allan Taylor         | 3 (2017, 2018, 2019)                     |
| Ding Junhui                     | Rory McLeod          | 3 (2017, 2018, 2019)                     |
| Matthew Stevens                 | Ashley Hugill        | 3 (2017, 2018, 2019)                     |
| Stuart Carrington               | Gareth Lopez         | 2 (2018, 2019)                           |
| Marco Fu                        | Adam Ashley          | 2 (2018, 2019)                           |
| Alan McManus                    | Peter Devlin         | 2 (2018, 2019)                           |
| Peter Ebdon                     | Dylan Craig          | 2 (2018, 2019)                           |
| Sunny Akani                     | Sybren Sokolowski    | 0                                        |
| Alexander Ursenbacher           | Andrew Pagett        | 0                                        |
| James Wattana                   | Ameur Riad           | 0                                        |
| Steve Mifsud                    | Kristjan Helgason    | 0                                        |

## Tabellone delle qualificazioni
Le qualificazioni si sono disputate l'11 e il 12 marzo 2020, ed ogni match è al meglio dei 5 frames.

### Turno 1
| Giocatore                | Giocatore              | Risultato |
| ------------------------ | ---------------------- | --------- |
| Salvador Pérez Carrascal | El mehdi Faggane       | Forfait   |
| Imran Puri               | Callum Lloyd           | 0 - 3     |
| James Height             | Nick Jennings          | 2 - 3     |
| Dylan Craig              | James Welch            | 3 - 0     |
| Jason Tart               | Leo Fernandez          | Forfait   |
| David Moreno Garcia      | Andrew Urbaniak        | Forfait   |
| Matthew Glasby           | Paul Gibbs             | 3 - 2     |
| Adam Edge                | Oliver Brown           | 0 - 3     |
| Danny Brindle            | Allan Taylor           | 0 - 3     |
| Roberto Juan Garcia      | Andrew Pagett          | Forfait   |
| Andy Fong                | Jack Smithers          | 0 - 3     |
| Tinaut Fernández         | David Finbow           | Forfait   |
| Alfred Sims              | Dessie Sheehan         | 1 - 3     |
| Angel Garcia             | Filipe Cardoso         | Forfait   |
| Yassine Zaraoni          | David Church           | 3 - 0     |
| Paul Ludden              | Dale Prime             | 0 - 3     |
| James Budd               | Curtis Daher           | 3 - 0     |
| Adam Johnston            | Nutcharut Wongharuthai | Forfait   |
| Hamid Mabchour           | John Skellett          | 3 - 1     |
| Suchakree Poomjang       | Tony Corrigan          | Forfait   |
| Alex Calin               | Francis Becerra        | Forfait   |
| Patrick Whelan           | Benny Loh Siang Leng   | Forfait   |
| Yasir Nadeem             | Nader Aldosari         | Forfait   |
| Ivelin Boyanov Bozhanov  | Jonathan Noble         | 3 - 0     |
| Martin Kihato            | Daan Leyssen           | Forfait   |
| Daniel Schneider         | Adam Ashley            | Forfait   |
| Angel Marchena           | Macauley Croft         | 1 - 3     |
| Andrew Olivero           | Morteza Torabi         | Forfait   |
| Rory McLeod              | Andy Milliard          | 3 - 0     |
| Keishin Kamihashi        | Ken Ng                 | Forfait   |
| Francisco Domingues      | Arturo Santamaria      | Forfait   |
| Pablo Toharia            | Sean McAllister        | 1 - 3     |
| Rishi Gohill             | Mike Finn              | 0 - 3     |
| Souhail Rami             | Lee Adams              | Forfait   |
| Paul Burrell             | Ronnie Blake           | 3 - 1     |
| Barry Lee                | John Nicholson         | Forfait   |
| Hussain Shah             | Peter Devlin           | Forfait   |
| Adam Duffy               | Kharazchi Jamshid      | Forfait   |
| Gee Crawley              | Barry Stark            | 3 - 1     |
| Steve Crowley            | Tugba Irten            | Forfait   |
| Ashley Hugill            | Adam Nash              | 3 - 2     |
| Joshua Mallender         | Heiko Mutz             | 3 - 0     |
| Aboumkacem Jadouri       | Mark Winsor            | Forfait   |
| Garry Coulson            | Sybren Sokolowski      | 0 - 3     |
| Saif Uddin               | Damian Wilks           | Forfait   |
| Billy Brown              | Mark Vincent           | Forfait   |
| Ian Martin               | Steven Breward         | 3 - 0     |

### Turno 2
| Giocatore                 | Giocatore                | Risultato |
| ------------------------- | ------------------------ | --------- |
| Fernando Bellinassi Silva | Salvador Pérez Carrascal | Forfait   |
| Nigel Howes               | Callum Lloyd             | 1 - 3     |
| Antony Rodriguez          | Nick Jennings            | Forfait   |
| Kyle Dixon                | Dylan Craig              | 0 - 3     |
| Leo Fernandez             | Andrew Urbaniak          | 3 - 0     |
| Aran Hetherington         | Matthew Glasby           | 2 - 3     |
| Hicham Baraka             | Oliver Brown             | Forfait   |
| Ferdous Bhuiyan           | Allan Taylor             | 0 - 3     |
| Andrew Pagett             | Jack Smithers            | 3 - 2     |
| El Mokri Idriss           | David Finbow             | Forfait   |
| Leonard Sinden            | Dessie Sheehan           | 1 - 3     |
| Anton Thorley             | Angel Garcia             | Forfait   |
| Adrian Holmes             | Yassine Zaraoni          | 1 - 3     |
| Mehdi Jeoual              | Dale Prime               | Forfait   |
| James Budd                | Adam Johnston            | Forfait   |
| Ameur Riad                | Hamid Mabchour           | 3 - 0     |
| Tony Corrigan             | Francis Becerra          | 3 - 0     |
| Raheem Ahmed              | Patrick Whelan           | Forfait   |
| Marc Pantenburg           | Nader Aldosari           | Forfait   |
| Kristjan Helgason         | Ivelin Boyanov Bozhanov  | 3 - 0     |
| Hitesh Sillara            | Daan Leyssen             | Forfait   |
| Jaymie Thornbury          | Adam Ashley              | 2 - 3     |
| Brett Armer               | Macauley Croft           | 3 - 1     |
| Ian White                 | Andrew Olivero           | 0 - 3     |
| Juan Pedro Durán          | Rory McLeod              | 0 - 3     |
| Mohd majeed Saleem        | Keishin Kamihashi        | Forfait   |
| Kevin Kelly               | Francisco Domingues      | 1 - 3     |
| Jak Turnbull              | Sean McAllister          | Forfait   |
| Jesus Garcia Roldan       | Mike Finn                | 0 - 3     |
| Mostafa El Younssi        | Souhail Rami             | Forfait   |
| Paul Burrell              | John Nicholson           | 1 - 3     |
| Nessun giocatore          | Peter Devlin             | Forfait   |
| Muzakkir Ahamed Javeed    | Kharazchi Jamshid        | Forfait   |
| Kyle Kirkwood             | Gee Crawley              | 0 - 3     |
| Steve Crowley             | Ashley Hugill            | 1 - 3     |
| Peter Geronimo            | Joshua Mallender         | 0 - 3     |
| Yassine Bellamine         | Mark Winsor              | Forfait   |
| Farhan Choudry            | Sybren Sokolowski        | Forfait   |
| Saif Uddin                | Mark Vincent             | Forfait   |
| Javier González           | Ian Martin               | Forfait   |

### Turno 3
| Giocatore                | Giocatore          | Risultato |
| ------------------------ | ------------------ | --------- |
| Salvador Pérez Carrascal | Callum Lloyd       | Forfait   |
| Nick Jennings            | Dylan Craig        | 0 - 3     |
| Leo Fernandez            | Matthew Glasby     | 2 - 3     |
| Oliver Brown             | Allan Taylor       | 0 - 3     |
| Andrew Pagett            | David Finbow       | 3 - 2     |
| Dessie Sheehan           | Angel Garcia       | 3 - 2     |
| Yassine Zaraoni          | Dale Prime         | 2 - 3     |
| James Budd               | Ameur Riad         | 0 - 3     |
| Tony Corrigan            | Patrick Whelan     | 0 - 3     |
| Marc Pantenburg          | Kristjan Helgason  | 0 - 3     |
| Daan Leyssen             | Adam Ashley        | 1 - 3     |
| Brett Armer              | Andrew Olivero     | 0 - 3     |
| Rory McLeod              | Mohd majeed Saleem | Forfait   |
| Francisco Domingues      | Sean McAllister    | 0 - 3     |
| Mike Finn                | Souhail Rami       | Forfait   |
| John Nicholson           | Peter Devlin       | 0 - 3     |
| Kharazchi Jamshid        | Gee Crawley        | 0 - 3     |
| Ashley Hugill            | Joshua Mallender   | 3 - 0     |
| Mark Winsor              | Sybren Sokolowski  | 2 - 3     |
| Mark Vincent             | Ian Martin         | 0 - 3     |

### Turno 4
| Giocatore         | Giocatore         | Risultato |
| ----------------- | ----------------- | --------- |
| Callum Lloyd      | Dylan Craig       | 0 - 3     |
| Matthew Glasby    | Allan Taylor      | 1 - 3     |
| Andrew Pagett     | Dessie Sheehan    | 3 - 0     |
| Dale Prime        | Ameur Riad        | 2 - 3     |
| Patrick Whelan    | Kristjan Helgason | 0 - 3     |
| Adam Ashley       | Andrew Olivero    | 3 - 0     |
| Rory McLeod       | Sean McAllister   | 3 - 1     |
| Mike Finn         | Peter Devlin      | 1 - 3     |
| Gee Crawley       | Ashley Hugill     | 1 - 3     |
| Sybren Sokolowski | Ian Martin        | 3 - 1     |

## Fase a eliminazione diretta
| Sessantaquattresimi finale | Trentaduesimi di finale | Sedicesimi di finale   | Ottavi di finale       | Quarti di finale       | Semifinali             | Finale                 |
| -------------------------- | ----------------------- | ---------------------- | ---------------------- | ---------------------- | ---------------------- | ---------------------- |
| Al meglio dei 7 frames     | Al meglio dei 7 frames  | Al meglio dei 7 frames | Al meglio dei 7 frames | Al meglio dei 7 frames | Al meglio dei 7 frames | Al meglio dei 7 frames |

### Sessantaquattresimi di finale
| Giocatore         | Giocatore          | Risultato |
| ----------------- | ------------------ | --------- |
| Stuart Bingham    | Gerard Greene      | 4 - 1     |
| Nigel Bond        | Barry Pinches      | 3 - 4     |
| Anthony Hamilton  | Ben Woollaston     | Forfait   |
| Rod Lawler        | Dylan Craig        | 4 - 1     |
| Gary Wilson       | Thepchaiya Un-Nooh | 2 - 4     |
| Mitchell Mann     | Mei Xiwen          | 1 - 4     |
| Harvey Chandler   | Riley Parsons      | 4 - 0     |
| Fraser Patrick    | Anthony McGill     | Forfait   |
| Bai Langning      | Fergal O'Brien     | 2 - 4     |
| Joe O'Connor      | Allan Taylor       | 2 - 4     |
| Chen Zifan        | Zhang Jiankang     | 4 - 0     |
| David Gilbert     | Andrew Pagett      | Forfait   |
| Chris Wakelin     | Jimmy White        | Forfait   |
| Luca Brecel       | Ken Doherty        | 4 - 3     |
| David Lilley      | Ameur Riad         | 4 - 1     |
| Kyren Wilson      | Si Jiahui          | 4 - 1     |
| Mark Selby        | Noppon Saengkham   | Forfait   |
| Fan Zhengyi       | Lee Walker         | 1 - 4     |
| Lyu Haotian       | Kristjan Helgason  | 4 - 3     |
| Thor Chuan Leong  | Chang Bingyu       | 2 - 4     |
| Stephen Maguire   | Duane Jones        | Forfait   |
| Oliver Lines      | Robbie Williams    | 4 - 2     |
| Liam Highfield    | David Grace        | 0 - 4     |
| Sam Baird         | Zhang Anda         | 0 - 4     |
| Jak Jones         | Mark King          | 1 - 4     |
| Scott Donaldson   | Brandon Sargeant   | 4 - 2     |
| Ashley Carty      | Soheil Vahedi      | 0 - 4     |
| Yan Bingtao       | Tian Pengfei       | 0 - 4     |
| Amiri Amine       | Adam Ashley        | 4 - 3     |
| Martin Gould      | Mark Davis         | 4 - 2     |
| Kishan Hirani     | Zhou Yuelong       | 0 - 4     |
| Mark Williams     | Kacper Filipiak    | 4 - 3     |
| Neil Robertson    | Rory McLeod        | Forfait   |
| Louis Heathcote   | John Astley        | 4 - 1     |
| Peter Lines       | Andrew Higginson   | 2 - 4     |
| Simon Lichtenberg | Elliot Slessor     | 0 - 4     |
| Joe Perry         | Gareth Lopez       | 4 - 0     |
| Lei Peifan        | Peter Devlin       | 4 - 1     |
| Jimmy Robertson   | Ricky Walden       | 4 - 0     |
| Craig Steadman    | Michael White      | 4 - 2     |
| Michael Georgiou  | Tom Ford           | 1 - 4     |
| Ian Burns         | Alfie Burden       | 3 - 4     |
| Kurt Maflin       | Hossein Vafaei     | Forfait   |
| Jack Lisowski     | Jordan Brown       | 4 - 2     |
| Xiao Guodong      | Robert Milkins     | 4 - 0     |
| Mike Dunn         | Yuan Sijun         | Forfait   |
| Ryan Day          | Luo Honghao        | 4 - 1     |
| John Higgins      | Lu Ning            | Forfait   |
| Mark Allen        | Michael Holt       | Forfait   |
| Dominic Dale      | Jackson Page       | 1 - 4     |
| Billy Joe Castle  | Sam Craigie        | 1 - 4     |
| Andy Hicks        | Ashley Hugill      | 2 - 4     |
| Barry Hawkins     | Sybren Sokolowski  | 4 - 0     |
| Liang Wenbó       | James Cahill       | 4 - 3     |
| Andy Lee          | Zhao Xintong       | 1 - 4     |
| Jamie Clarke      | Chen Feilong       | 4 - 1     |
| Mark Joyce        | Adam Stefanow      | 4 - 2     |
| Hammad Miah       | Xu Si              | 3 - 4     |
| Li Hang           | Alex Borg          | 4 - 1     |
| Ali Carter        | Jamie O'Neill      | Forfait   |
| Daniel Wells      | Graeme Dott        | Forfait   |
| Martin O'Donnell  | Eden Sharav        | 4 - 1     |
| Igor Figueiredo   | Matthew Selt       | 4 - 1     |
| Judd Trump        | Lee Prickman       | 4 - 0     |

### Trentaduesimi di finale
| Giocatore          | Giocatore        | Risultato |
| ------------------ | ---------------- | --------- |
| Stuart Bingham     | Barry Pinches    | 4 - 0     |
| Ben Woollaston     | Rod Lawler       | 4 - 3     |
| Thepchaiya Un-Nooh | Mei Xiwen        | 4 - 1     |
| Harvey Chandler    | Anthony McGill   | 4 - 3     |
| Fergal O'Brien     | Allan Taylor     | 4 - 2     |
| Chen Zifan         | Andrew Pagett    | 4 - 3     |
| Chris Wakelin      | Luca Brecel      | 1 - 4     |
| David Lilley       | Kyren Wilson     | 0 - 4     |
| Mark Selby         | Lee Walker       | 4 - 1     |
| Lyu Haotian        | Chang Bingyu     | 4 - 2     |
| Duane Jones        | Oliver Lines     | 1 - 4     |
| David Grace        | Zhang Anda       | 4 - 1     |
| Mark King          | Scott Donaldson  | 1 - 4     |
| Soheil Vahedi      | Tian Pengfei     | 0 - 4     |
| Amiri Amine        | Martin Gould     | 0 - 4     |
| Zhou Yuelong       | Mark Williams    | 2 - 4     |
| Rory McLeod        | Louis Heathcote  | 4 - 2     |
| Andrew Higginson   | Elliot Slessor   | 3 - 4     |
| Joe Perry          | Lei Peifan       | 4 - 1     |
| Jimmy Robertson    | Craig Steadman   | 4 - 2     |
| Tom Ford           | Alfie Burden     | 4 - 2     |
| Hossein Vafaei     | Jack Lisowski    | 0 - 4     |
| Xiao Guodong       | Yuan Sijun       | 4 - 1     |
| Ryan Day           | Lu Ning          | 3 - 4     |
| Michael Holt       | Jackson Page     | 4 - 0     |
| Sam Craigie        | Ashley Hugill    | 0 - 4     |
| Barry Hawkins      | Liang Wenbó      | 3 - 4     |
| Zhao Xintong       | Jamie Clarke     | 4 - 0     |
| Mark Joyce         | Xu Si            | 4 - 3     |
| Li Hang            | Jamie O'Neill    | 4 - 1     |
| Daniel Wells       | Martin O'Donnell | 3 - 4     |
| Igor Figueiredo    | Judd Trump       | 2 - 4     |

### Sedicesimi di finale
| Giocatore          | Giocatore       | Risultato |
| ------------------ | --------------- | --------- |
| Stuart Bingham     | Ben Woollaston  | 0 - 4     |
| Thepchaiya Un-Nooh | Harvey Chandler | 4 - 0     |
| Fergal O'Brien     | Chen Zifan      | 4 - 2     |
| Luca Brecel        | Kyren Wilson    | 0 - 4     |
| Mark Selby         | Lyu Haotian     | 1 - 4     |
| Oliver Lines       | David Grace     | 1 - 4     |
| Scott Donaldson    | Tian Pengfei    | 2 - 4     |
| Martin Gould       | Mark Williams   | 1 - 4     |
| Rory McLeod        | Elliot Slessor  | 4 - 1     |
| Joe Perry          | Jimmy Robertson | 3 - 4     |
| Tom Ford           | Jack Lisowski   | 4 - 2     |
| Xiao Guodong       | Lu Ning         | 4 - 1     |
| Michael Holt       | Ashley Hugill   | 1 - 4     |
| Liang Wenbó        | Zhao Xintong    | 4 - 1     |
| Mark Joyce         | Li Hang         | 3 - 4     |
| Martin O'Donnell   | Judd Trump      | 1 - 4     |

### Ottavi di finale
| Giocatore      | Giocatore          | Risultato |
| -------------- | ------------------ | --------- |
| Ben Woollaston | Thepchaiya Un-Nooh | 2 - 4     |
| Fergal O'Brien | Kyren Wilson       | 3 - 4     |
| Lyu Haotian    | David Grace        | 1 - 4     |
| Tian Pengfei   | Mark Williams      | 3 - 4     |
| Rory McLeod    | Jimmy Robertson    | 1 - 4     |
| Tom Ford       | Xiao Guodong       | 2 - 4     |
| Ashley Hugill  | Liang Wenbó        | 2 - 4     |
| Li Hang        | Judd Trump         | 1 - 4     |

### Quarti di finale
| Giocatore          | Giocatore     | Risultato |
| ------------------ | ------------- | --------- |
| Thepchaiya Un-Nooh | Kyren Wilson  | 0 - 4     |
| David Grace        | Mark Williams | 1 - 4     |
| Jimmy Robertson    | Xiao Guodong  | 3 - 4     |
| Liang Wenbó        | Judd Trump    | 1 - 4     |

### Semifinali
| Giocatore    | Giocatore     | Risultato |
| ------------ | ------------- | --------- |
| Kyren Wilson | Mark Williams | 4 - 0     |
| Xiao Guodong | Judd Trump    | 3 - 4     |

### Finale
| Europa Point Sports Complex, Gibilterra, 15 marzo 2020 Arbitro: Monika Sułkowska | Europa Point Sports Complex, Gibilterra, 15 marzo 2020 Arbitro: Monika Sułkowska | Europa Point Sports Complex, Gibilterra, 15 marzo 2020 Arbitro: Monika Sułkowska |
| Kyren Wilson (8)                                                                 | 3 - 4                                                                            | Judd Trump (2)                                                                   |
| -------------------------------------------------------------------------------- | -------------------------------------------------------------------------------- | -------------------------------------------------------------------------------- |
| Sessione unica: 0-1 1-1 1-2 2-2 3-2 3-3 3-4 (3-4)                                |                                                                                  |                                                                                  |
| Miglior Break: 115 Century Breaks: 1                                             | [ 8 ]                                                                            | Miglior Break: 144 Century Breaks: 3                                             |
| Judd Trump vince il Gibraltar Open 2020                                          |                                                                                  |                                                                                  |

### Century Breaks(63)[14]
| N° | Giocatore          | Century Breaks | Miglior Break |
| -- | ------------------ | -------------- | ------------- |
| 1  | Judd Trump         | 9              | 144 (£5.000)  |
| 2  | Xiao Guodong       | 4              | 123           |
| 3  | Fergal O'Brien     | 3              | 139           |
| =  | Liang Wenbó        | 3              | 133           |
| =  | Elliot Slessor     | 3              | 126           |
| =  | Jimmy Robertson    | 3              | 110           |
| =  | Lyu Haotian        | 3              | 104           |
| 4  | Tom Ford           | 2              | 141           |
| =  | Mark Selby         | 2              | 138           |
| =  | Tian Pengfei       | 2              | 137           |
| =  | Ryan Day           | 2              | 137           |
| =  | Chang Bingyu       | 2              | 129           |
| =  | Luca Brecel        | 2              | 127           |
| =  | Rod Lawler         | 2              | 123           |
| =  | Zhao Xintong       | 2              | 122           |
| =  | Kyren Wilson       | 2              | 115           |
| =  | Stuart Bingham     | 2              | 110           |
| =  | Barry Hawkins      | 2              | 108           |
| =  | Mark Joyce         | 2              | 108           |
| 5  | Jack Lisowski      | 1              | 143           |
| =  | Sam Craigie        | 1              | 139           |
| =  | Mitchell Mann      | 1              | 136           |
| =  | Thepchaiya Un-Nooh | 1              | 128           |
| =  | Zhou Yuelong       | 1              | 118           |
| =  | Ian Burns          | 1              | 112           |
| =  | Michael Holt       | 1              | 110           |
| =  | Li Hang            | 1              | 105           |
| =  | Robbie Williams    | 1              | 101           |
| =  | Igor Figueiredo    | 1              | 101           |
| =  | Yuan Sijun         | 1              | 101           |